# Allplan
Allplan je komplexní CAD/AEC/BIM systém pro 2D/3D projektování pozemních staveb, architektury, TZB a vyztužování.

## Verze systému Allplan
- Allplan Basic
- Allplan Architektura
- Allplan Vyztužování
- Allplan TZB
- Allplan Ocelové konstrukce
- Allplan Dřevěné konstrukce

## Historie vydaných verzí
- 1984 – Allplan V1
- 1987 – Allplan V3
- 1989 – Allplan V5
- 1990 – Allplan V6
- 1992 – Allplan V7
- 1994 – Allplan V10 (poprvé v českém jazyce)
- 1995 – Allplan V11
- 1997 – Allplan V12
- 1998 – Allplan V14
- 1999 – Allplan V15
- 2000 – Allplan V16
- 2002 – Allplan V17
- 2003 – Allplan 2003
- 2004 – Allplan 2004
- 2006 – Allplan 2006
- 2008 – Allplan 2008
- 2009 – Allplan 2009
- 2010 – Allplan 2011
- 2011 – Allplan 2012
- 2012 – Allplan 2013
- 2013 – Allplan 2014
- 2014 – Allplan 2015 30 Year edition
- 2015 – Allplan 2016
- 2016 – Allplan 2017
- 2017 – Allplan 2018